# قانون الزراعة و الإرشاد الفني في أيرلندا 1902
قانون الزراعة و الإرشاد الفني عام 1902 في أيرلاند، كان صادرا من برلمان المملكة المتحدة،نظرا للموافقة الملكية في تاريخ 23 يونيو 1902.

Royal Coat of Arms of the United Kingdom